# ريوجي سويوكا
ريوجي سويوكا (باليابانية: 末岡 龍二) (22 مايو 1979 في هيكاري في اليابان – )؛ هو لاعب كرة قدم ياباني سابق كان يلعب كلاعب وسط.

## وصلات خارجية
- ريوجي سويوكا على موقع رابطة كرة القدم اليابانية للمحترفين (اليابانية)
- ريوجي سويوكا على موقع قاعدة بيانات كرة القدم.إي يو (الإنجليزية)
- ريوجي سويوكا على موقع Soccerway.com (الإنجليزية)
- ريوجي سويوكا على موقع عالم كرة القدم.نت (الإنجليزية)